# 那加北洞町
那加北洞町（なかきたぼらちょう）は、岐阜県各務原市の地名。現行行政町名は那加北洞町一丁目、二丁目。

## 地理
各務原市の那加地区に属する。
町域の東部は蘇原宮代町及び岐阜市岩滝西、西部は那加大洞、那加扇平、尾崎北町、那加山崎町、南部は那加扇平、蘇原宮代町、那加山崎町、北部は那加大洞、及び岐阜市岩滝西、岐阜市岩田東に接する。
地名は各務郡北洞村に因む。
道路
- 東海北陸自動車道
- 県道93号川島三輪線
- 尾崎中央通り

## 歴史
この地域は江戸時代は美濃国各務郡北洞村。1875年（明治8年）に前野村と合併し、前洞村となる。1889年（明治22年）に 西市場村、更木新田、桐野村、岩地村、山後村、長塚村、前洞村、影野新田、新加納村が合併し、那加村（1940年に町制施行し那加町）が発足すると那加村大字前洞の一部となる。
1963年（昭和38年）、蘇原町、鵜沼町、稲羽町と合併し各務原市が発足すると那加前洞町に改称し、那加前洞町の一部となる。
1979年（昭和54年）1月20日、この地域で区画変更が行われ、那加前洞町の一部、那加新加納外六ケ所字入会地の一部、蘇原宮代町の一部、蘇原大島町の一部をもって、那加北洞町が成立。

## 世帯数と人口
2024年（令和6年）10月1日現在の世帯数と人口は以下の通りである。
| 丁目             | 世帯数  | 人口  |
| ---------------- | ------- | ----- |
| 那加北洞町一丁目 | 93世帯  | 221人 |
| 那加北洞町二丁目 | 41世帯  | 114人 |
| 計               | 134世帯 | 335人 |

## 小・中学校の学区
市立小・中学校に通う場合、学区は以下の通りとなる。那加北洞町の自治会は北洞自治会（那加北洞町、那加山崎町、那加東野町の一部）であるが、那加北洞町一丁目は小学校、中学校の学区が異なる。
| 番・番地等           | 小学校                   | 中学校               |
| -------------------- | ------------------------ | -------------------- |
| 北洞町（1班から4班） | 各務原市立尾崎小学校     | 各務原市立桜丘中学校 |
| 北洞町（5班から8班） | 各務原市立那加第一小学校 | 各務原市立那加中学校 |

## 主な施設
- 北洞公民館
- さくら幼稚園
- 瑞巖寺
- 高家寺
- 白山神社
- 扇平池